# Conseil national de la transition écologique
Pour les articles homonymes, voir Conseil national de transition et CNTE.
 (mars 2024).
Le Conseil national de la transition écologique (CNTE) est une commission administrative à caractère consultatif française créée en 2013 en complément du Conseil national du développement durable (CNDD), qui a pris le relais du Conseil national du développement durable et du Grenelle de l'environnement (CNDDGE). Il élabore et suit la stratégie nationale de développement durable pour accompagner la transition énergétique et écologique jugée depuis le sommet de la Terre de Rio (juin 1992) nécessaire à la soutenabilité du développement économique, social, culturel et environnemental des sociétés et des nations.
Ses missions et son fonctionnement ont été énoncés dans un chapitre dédié du Code de l'environnement (articles L133-1 à L133-4) complété par le décret 2017-211.

## Missions

### Consultations
Le CNTE est consulté sur :
- les projets de loi dont le sujet principal est environnement et/ou l’énergie ;
- les stratégies nationales relatives au développement durable, à la biodiversité et au développement de la responsabilité sociétale et environnementale des entreprises.

Le Conseil national comprend deux commissions spécialisées :  
- une commission spécialisée chargée de l'orientation de l'action de l'Observatoire national sur les effets du réchauffement climatique (ONERC)[5]. Installée en 2017 et présidée par le sénateur Ronan Dantec, elle prépare chaque année un avis sur l’évaluation de la mise en œuvre du plan national d’adaptation au changement climatique, transmis au Premier ministre et au Parlement (article D229 du code de l’environnement) ;

- une commission spécialisée Planification écologique chargée du suivi de la mise en oeuvre de la planification écologique. Installée en 2023 et présidée par le député Pierre Cazeneuve, elle s'assure de la diminution globale des impacts écologiques de la France.

### Avis
Le CNTE donne des avis, des délibérations, après vote de ses membres, rendus publics sur son site internet.
En 2013, il a publié deux avis sur les sujets suivants : 
- Projet de loi de ratification de l'ordonnance n°2013-714 du 5 août 2013 relative à la mise en oeuvre du principe de participation du public défini à l'article 7 de la Charte de l'environnement ;
- Projet de loi relatif à la biodiversité, intégrant une mise à jour de la Stratégie nationale pour la biodiversité ;

En 2014, il a publié quatre avis sur les sujets suivants : 
- 3ème rapport annuel au Parlement relatif à la mise en oeuvre de la Stratégie nationale de développement durable 2010-2013 ;
- Stratégie nationale sur les perturbateurs endocriniens n°1 ;

- Projet de loi ratifiant les ordonnances n° 2014-355 du 20 mars 2014 relative à l’expérimentation d'une autorisation unique en matière d'installations classées pour la protection de l'environnement, n° 2014-356 du 20 mars 2014 relative à l’expérimentation d’un certificat de projet et n° 2014-619 du 12 juin 2014 relative à l’expérimentation d’autorisation unique pour les installations, ouvrages, travaux et activités soumis à autorisation au titre de l’article L. 214-3 du code de l’environnement ;
- Projet de loi de programmation pour un nouveau modèle énergétique français.

En 2015, il a publié 4 avis sur les sujets suivants : 
- Stratégie nationale de transition écologique vers un développement durable 2015-2020 ;

- Stratégie nationale bas-carbone (SNBC) et projets de budgets carbone ;

- Projet de programmation pluriannuelle de l’énergie (PPE) de la Corse ;

- Projet d’ordonnance relative à l’articulation des procédures d’urbanisme avec diverses procédures relevant du code de l’environnement.

En 2016, il a publié 13 avis sur les sujets suivants : 
- Projet d’ordonnance relative à la démocratisation du dialogue environnemental ;

- Projet d’ordonnance relative à l’évaluation environnementale des projets, des plans et programmes ;

- Projet d’ordonnance relative à la réforme des unités touristiques nouvelles ;

- Projet d’ordonnance relative à la consultation locale sur un projet relevant de la compétence de l’État, ayant une incidence sur l’environnement ;

- Projet d'ordonnance relative à l'autorisation environnementale ;
- Projet d’ordonnance prise en application de l’article 30 de la loi n° 2015-917 du 28 juillet 2015 actualisant la programmation militaire pour les années 2015 à 2019 et portant diverses dispositions concernant la défense ;

- Programmation pluriannuelle de l’énergie (PPE) ;

- Programmation pluriannuelle de l'énergie (PPE) de La Réunion ;

- Projet de loi ratifiant les ordonnances n° 2016-411 du 7 avril 2016 portant diverses mesures d’adaptation dans le secteur gazier, n° 2016-1019 du 27 juillet 2016 relative à l’autoconsommation d’électricité et n° 2016-1059 du 3 août 2016 relative à la production d’électricité à partir d’énergies renouvelables et visant à adapter certaines dispositions applicables au développement de la production de biogaz, aux gestionnaires de réseaux de transport et de distribution de gaz naturel, aux sites fortement consommateurs d'électricité et de gaz naturel, aux garanties d’origine pour les installations sous obligation d’achat et aux conditions de raccordement des énergies renouvelables aux réseaux publics de distribution d’électricité ;

- Stratégie nationale de recherche énergétique (SNRE) ;

- 1er rapport annuel au Parlement relatif relatif à la mise en oeuvre de la stratégie nationale de transition écologique vers un développement durable 2015- 2020 ;

- Projet d’ordonnance modifiant les articles L.171-7 et L.171-8 du code de l’environnement ;

- Programmation pluriannuelle de l’Énergie (PPE) pour la Guyane.

En 2017, il a publié cinq avis sur les sujets suivants :
- Projet de Programmation pluriannuelle de l’Énergie (PPE) pour Mayotte ;
- Projet de Programmation pluriannuelle de l'Énergie (PPE) de la Guadeloupe ;
- Projet de document relatif au développement de la marche et de l’usage du vélo ;
- Projet de stratégie nationale de rénovation des bâtiments ;
- Projet de loi portant interdiction de l’exploration d’hydrocarbures sur le territoire national.

En 2018, il a publié cinq avis sur les sujets suivants :
- Projet de Programmation pluriannuelle de l'énergie de Wallis-et-Futuna ;
- Projet de plan rénovation énergétique des bâtiments ;
- Projet de Stratégie nationale de lutte contre la déforestation importée ;
- Projet de loi portant création de l’AFB-ONCFS ;
- Projet de loi d’orientation des mobilités.

En 2019, il a publié huit avis sur les sujets suivants :
- Stratégie nationale sur les perturbateurs endocriniens n°2 ;
- Projet de loi Énergie et climat (x4 : une saisine initiale, trois saisines rectificatives) ;
- Programmation pluriannuelle de l’énergie ;
- Stratégie nationale bas carbone ;
- Projet de loi relatif à la lutte contre le gaspillage et à l’économie circulaire.

En 2020, il a publié trois avis sur les sujets suivants :
- Mise en oeuvre du deuxième plan national d’adaptation au changement climatique (PNACC-2) pour l’année 2019 (état d'avancement) ;
- Projet de stratégie long terme de rénovation des bâtiments ;
- Projet de loi portant réforme du Code minier.

En 2021, il a publié trois avis sur les sujets suivants :
- Projet de loi portant lutte contre le dérèglement climatique et renforcement de la résilience face à ses effets ;
- Mise en œuvre du deuxième plan national d’adaptation au changement climatique (PNACC-2) pour l’année 2020 (état d'avancement) ;
- Programmation pluriannuelle de l'énergie de La Réunion.

En 2022, il a publié cinq avis sur les sujets suivants :
- Stratégie nationale pour la biodiversité à horizon 2030 ;
- Mise en œuvre du deuxième plan national d’adaptation au changement climatique (PNACC-2) pour l’année 2021 (état d'avancement) ;
- Stratégie nationale pour la réduction, le réemploi et le recyclage des emballages en plastique à usage unique ;
- Projet de loi relatif à l'accélération des énergies renouvelables ;
- Projet de loi visant à accélérer la construction de nouvelles installations nucléaires à proximité des sites nucléaires existants.

En 2023, il a publié quatre avis sur les sujets suivants :
- Programmation pluriannuelle de l’énergie de l’archipel de Saint-Pierre et Miquelon pour la période 2019-2028 ;
- Mise en œuvre du deuxième plan national d’adaptation au changement climatique (PNACC-2) pour l’année 2022 (état d'avancement) ;
- Définition d’objectifs de moyen-long terme sur l’adaptation et sur la nécessité de s’adapter à ces objectifs ;
- Projet de loi Industrie verte ;
- Projet de loi relatif à l'organisation de la gouvernance de la sûreté nucléaire et de la radioprotection pour répondre au défi de la relance de la filière nucléaire.

Le 4 mai 2023, le CNTE soutient à l'unanimité la position avancée par le ministre de la Transition écologique et de la Cohésion des territoires, Christophe Béchu : la France doit se préparer à un réchauffement climatique qui pourrait être de +4 °C d'ici à la fin du siècle. Il propose qu'elle soit retenue pour la nouvelle trajectoire d'adaptation de la France au changement climatique qui devra être définie dans la future loi de programmation énergie-climat.
En 2024, il a publié deux avis sur les sujets suivants :
- Projet de loi relatif à la souveraineté énergétique de la France ;
- Programmation pluriannuelle de l'énergie (PPE) et Stratégie de développement des mobilités propres (SDMP).

En 2025, il a publié deux avis sur les sujets suivants :
- Projet du troisième plan national d’adaptation au changement climatique (PNACC-3) ;
- Projet de la Stratégie nationale pour  l’alimentation, la nutrition et le climat (SNANC).

Le CNTE contribue aussi à préparer des négociations internationales sur l’environnement et le développement durable.

### Orientation de l'action de l'Observatoire national sur les effets du réchauffement climatique (ONERC)
Le Conseil comprend une commission spécialisée chargée de l'orientation de l'action de l'ONERC. Son président, nommé par arrêté du ministre chargé de l'écologie, est le sénateur Ronan Dantec depuis 2017.

## Gouvernance, fonctionnement
Ce conseil est présidé par le ministre chargé de l’écologie. 
Il comprend 58 membres :
- le président du Conseil économique, social et environnemental (membre de droit),
- le commissaire général au développement durable (membre de droit) ;
- un collège (huit élus) représentant les collectivités territoriales ;
- un collège (huit membres) représentant les organisations syndicales interprofessionnelles de salariés ;
- un collège (huit personnes) représentant les organisations d'employeurs ;
- un collège (huit personnes) représentant les associations de protection de l'environnement et des fondations ou organismes reconnues d'utilité publique exerçant « à titre principal, des activités de protection de l’environnement » ;
- un collège (huit membres) au titre de diverses associations représentant la société civile ;
- huit parlementaires (trois membres de l'Assemblée nationale, trois du Sénat et deux du Parlement européen) ;
- un collège (huit membres) assurant la représentation des associations, fondations ou organisations ayant dans leurs missions principales la représentation des jeunes, dont les membres sont âgés de moins de trente-cinq ans au jour de leur nomination.

Plusieurs organismes, établissements publics et ministères concernés par les enjeux de transition écologique et de développement durable sont invités aux réunions du CNTE, sans toutefois disposer du droit de vote.
En septembre 2020, France Nature Environnement, la Ligue pour la protection des oiseaux ainsi que Les Amis de la Terre prennent la décision de boycotter le Conseil national de la transition écologique pour dénoncer un démantèlement discret du droit de l'environnement et les dérogations prévues à l'interdiction des néonicotinoïdes.

## Saisine
Le conseil peut être saisi par le Premier ministre et le ministre chargé de l'écologie, ou s'autosaisir de « toute question d’intérêt national concernant la transition écologique et le développement durable ou ayant un impact sur ceux-ci ».
Le gouvernement informe annuellement le CNTE de l'évolution des indicateurs de développement durable au regard de l’avancement de la transition écologique.

### Entités connexes
- Conseil de défense écologique
- Haut conseil pour le Climat
- Comité interministériel pour le développement durable
- Conseil national de développement durable
- Conseil national de la protection de la nature
- Comité national de la biodiversité